# アントニオ・エステベス
アントニオ・ホセ・エステベス・アポンテ（Antonio José Estévez Aponte, 1916年1月1日 - 1988年11月26日）はベネズエラの作曲家。
カラボソ出身。1923年からカラカスで音楽の勉強を始め、1926年にカラボソに戻った後も続けた。1930年にカラカスに戻り、1934年からビセンテ・エミリオ・ソホに作曲を学ぶようになり、また同年からベネズエラ交響楽団のオーボエ奏者となった。1938年から合唱曲の作曲を始め、1943年にはベネズエラ中央合唱大学を設立した。1945年から教育省の援助を得て、ヨーロッパとアメリカに留学した。帰国後、オーケストラ作品と『カンタータ・クリオージョ』の作曲に取り組んだ。1949年、国家音楽賞を受賞した。1961年、ふたたびヨーロッパに行き、ピエール・シェフェールの設立したフランス国立放送研究部で音楽語法を深めた。1971年に帰国後、フォノロジー音楽研究所を設立し、1979年まで所長を務めた。1987年に国家音楽賞を受賞し、アンデス大学から名誉博士号を贈られた。